# 二宮弘子
二宮 弘子（にのみや ひろこ、1936年1月3日 - ）は、日本の女優である。プロダクション・タンク所属。東京都出身。

## 来歴
オール東宝第一期生、東宝現代劇出身。

## 出演作品

### テレビ
- おていちゃん
- 真田風雲録
- 鬼平犯科帳 第１シリーズ 第51話「艶婦の毒」（1970年、NET / 東宝）‐ 京都の料亭・俵駒の女中
- 真田太平記（1985年） - よし
- さわやか3組
- 純情きらり（2006年） ‐ キク 役
- 松本人志のコントMHK
- Rの法則
- 時々迷々
- anego
- 高校生レストラン
- 嬢王
- TROUBLE MAN
- こちら本池上署
- あんどーなつ
- あぽやん
- ケータイ刑事 銭形雷
- 東京少女
- アテンションプリーズ
- 世にも奇妙な物語
- 任侠ヘルパー
- ほんとにあった怖い話 「温かいお葬式」（2004年） - 春山房江 役
- コード・ブルー -ドクターヘリ緊急救命- 第1シリーズ（2008年） - 西口八重 役
- まっすぐな男（2010年） - 山西佐和子 役
- GTO (2012年のテレビドラマ)（2014年） - 志条真知子 役
- 外交官 黒田康作
- マルモのおきて
- シニカレ
- 海の上の診療所
- ある朝ひなた突然に
- 恋花
- 相棒 Season5（2007年） - 大池セツ子 役
- サラリーマン金太郎
- 女帝 薫子（2008年） - 西村妙 役
- 仮面ライダー響鬼
- 土曜ワイド劇場
  - 「遺品の声を聴く男3」（2012年）
  - 「終着駅シリーズ26」（2012年） - 伊沢絹江 役
  - 「救急救命士・牧田さおり10」（2015年） - 山田スズエ 役

### 映画
- 釣りバカ日誌13 ハマちゃん危機一髪!（2002年）
- 天然コケッコー（2007年） - ばあちゃん（そよの祖母） 役
- 青い鳥
- 育子からの手紙（2010年）
- 告白（2010年） ‐ 竹中さん 役
- 苦役列車（2012年） - 3年後の大家のババア 役
- 少年H（2013年）
- 男爵花嫁
- もう一回(ショートショートフィルムフェスティバル&アアジア2012グランプリ・スペインTenerife審査員特別賞受賞)
- 味園ユニバース（2015年） - カスミの祖母

### ラジオ
- 命の洗濯
- 2233才
- 命の汽笛

### 吹き替え
- スター・ウォーズ/スカイウォーカーの夜明け
- 遠い国
- ボンヴォヤージュ
- 名探偵ポワロ
- サウンドオブミュージック

### 舞台
- 放浪記(女中梅、カフェ女将役)
- 三婆(女中きよこ役)
- 雪国
- 女のたたかい
- 伽羅香
- たぬき
- 芝櫻(内箱おせい役・1984年菊田一夫演劇賞)
- 人生はガタゴト列車にのって
- 淫乱齋英泉(お峰役)
- 地人会
  - 越前竹人形
  - 雪国
  - 昨日までのベット
- こまつ座
  - 雨
- 平石耕一事務所
  - 椿山課長の七日間

### ゲーム
- サクラ大戦V 〜さらば愛しき人よ〜（マザーキャロル）